# رود ماکومانای
رود ماکومانای (به لاتین: Makomanai River) یک رود در ژاپن است که در می‌نامی-کو، ساپورو واقع شده‌است.